# Чжаохуа
Чжаохуа́ (кит. упр. 昭化, пиньинь Zhàohuà) — район городского подчинения городского округа Гуанъюань провинции Сычуань (КНР).

## История
После того, как в 316 году до н. э. царство Цинь завоевало царство Ба, в этих местах был учреждён уезд Цзямэн (葭萌县). При империи Восточная Хань в 214 году он был переименован в Ханьшоу (汉寿县). При империи Западная Цзинь в 280 году название уезда было изменено на Цзиньшоу (晋寿县). При династии Лю Сун уезд был переименован в Ичан (益昌县), при империи Северная Вэй в 508 году сменил название на Цзинчжао (京兆县), при империи Северная Чжоу в 557 году ему было возвращено название Ичан. При империи Поздняя Тан в 925 году название уезда сменилось на Игуан (益光县), при империи Северная Сун он вновь стал называться Ичан.
В 972 году уезд был переименован в Чжаохуа. Он подчинялся области Личжоу, впоследствии ставшей Гуанъюаньской управой. При империи Мин в 1389 году Гуанъюаньская управа была понижена в статусе до уезда Гуанъюань, и уезд Чжаохуа перешёл в подчинение Баонинской управе (保宁府).
В 1935 году через уезд прошли части Красной армии, совершавшей Великий поход.
В 1959 году уезд Чжаохуа был присоединён к уезду Гуанъюань. В 1985 году постановлением Госсовета КНР был образован городской округ Гуанъюань, а территория бывшего уезда Гуанъюань стала Центральным районом (市中区) в его составе. В 1989 году из Центрального района был выделен район Юаньба (元坝区). В 2013 году район Юаньба был переименован в Чжаохуа.

## Административное деление
Район Чжаохуа делится на 1 уличный комитет, 11 посёлков и 17 волостей.